# 2474 Ruby
2474 Ruby è un asteroide della fascia principale del diametro medio di circa 17,79 km. Scoperto nel 1979, presenta un'orbita caratterizzata da un semiasse maggiore pari a 2,6877037 UA e da un'eccentricità di 0,2163406, inclinata di 7,49560° rispetto all'eclittica.
L'asteroide è dedicato al cane della scopritrice del corpo celeste.